# 식작용

식작용의 3단계:
1. 리간드로 코팅된 입자와 식세포(phagocyte)의 표면 수용체가 결합하기 전
2. 표면 수용체에 리간드가 결합하여 클러스터를 형성
3. 식작용이 시작되고 입자가 식세포 안으로 유입

식작용과 토세포(세포 유출) 현상

식작용(食作用, 문화어: 균먹이, 영어: phagocytosis) 또는 식세포 작용(食細胞作用)은 세포생물학에서, 살아있는 식세포가 체내의 이물질, 외부에서 들어온 바이러스나 세균 따위를 섭취하여 이들을 제거하는 작용이다. 과립 백혈구가 항원을 잡아먹어 세포내 소화를 통해 파괴하는 방법으로 항원을 제거하는 일종의 면역 반응이다. 식균 작용, 식세포활동이라고도 한다. 식작용은 고체 물질을 세포 안으로 유입하는 세포내이입(또는 세포내섭취, endocytosis)의 한 형태이므로 액체 물질을 세포 안으로 유입하는 음세포작용(pinocytosis)과는 구별된다. 식작용은 일부 세포에 대해 영양분을 취득하는데 기여하며 면역계에서 병원체와 세포 찌꺼기를 제거하기 위한 주된 매커니즘이다. 식작용을 하는 세포로는 대식세포(macrophage), 호중구(neutrophil), 호산구(eosinophil) 등이 있다.

## 역사
- 1876년 캐나다의 의사 윌리엄 오슬러에 의해 식균 작용이 처음 발견됨[3]

- 1880년 엘리 메치니코프에 의해 연구되었고 이름이 명명되었다.[4]

## 면역 체계에서 역할
식작용은 선천 면역 방어의 주요 메커니즘 중 하나이다. 식작용은 감염에 반응하는 첫번째 과정 중 하나이며, 후천 면역 반응의 시작 지점 중 하나이다. 대부분의 세포는 식작용을 할 수 있지만, 일부 세포는 식작용을 주요 기능으로 수행한다. 이를 '전문 식세포'라고 한다. 식작용은 진화론적으로도 오래된 작용으로 무척추 동물들도 식작용을 진행하고 있다.

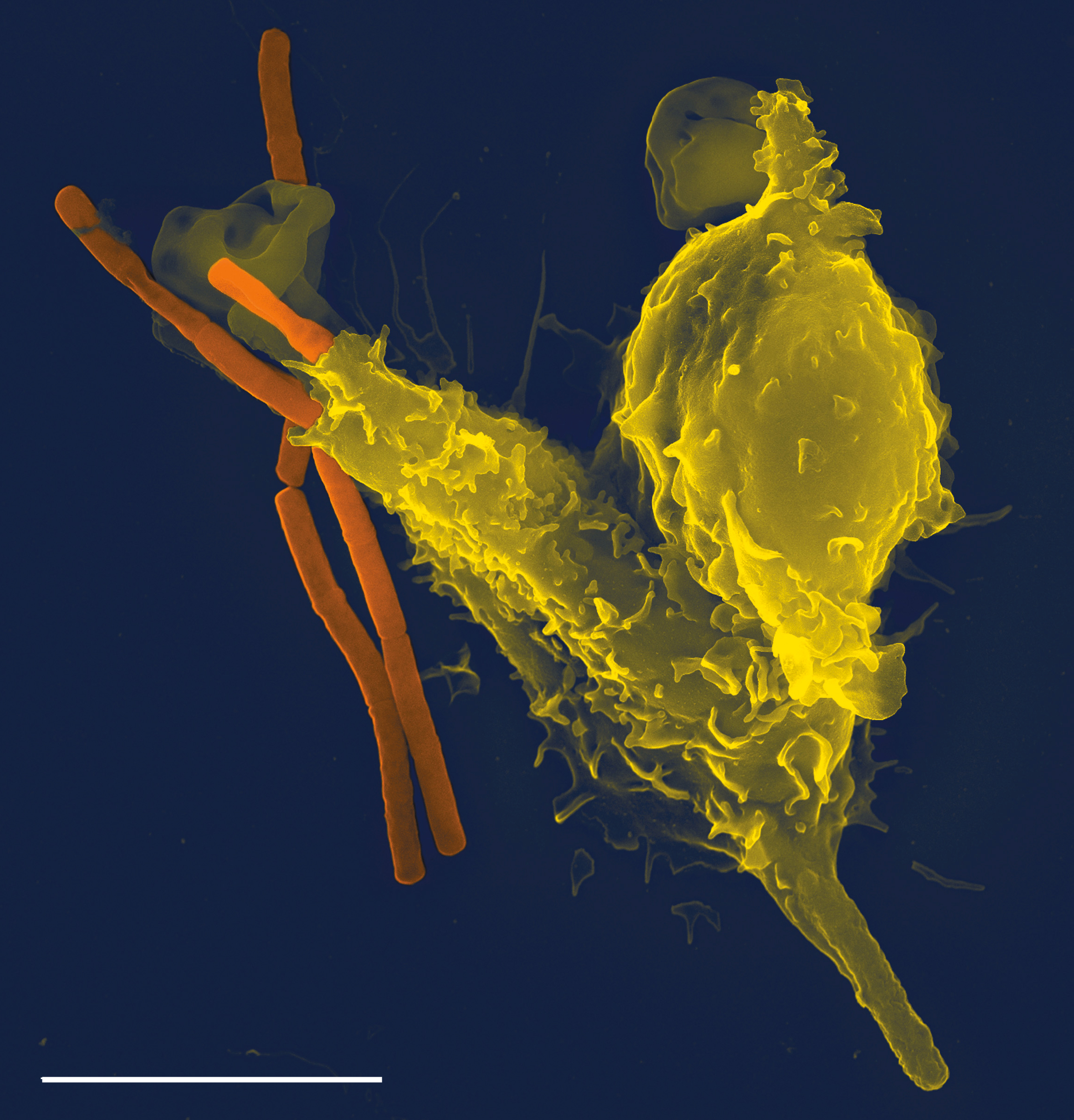
전자현미경으로 촬영한 식세포(노란색, 오른쪽)의 모습. 주황색 균은 탄저균이다.

### 전문 식세포의 역할
호중구, 대식세포, 단핵구, 수지상 세포, 파골세포, 호산구는 전문 식세포로 분류될 수 있다. 호중구와 대식세포, 단핵구는 감염에 대한 면역 반응에서 가장 중요한 역할을 한다.
호중구의 역할은 피를 타고서 순찰을 하다가 감염이 된 경우에는 감염 조직으로 빠르게 이동하는 것이다. 감염 조직에서 그들은 식균 작용을 진행하여 직접적인 살균 작용을 진행한다. 호중구는 병원체의 세포 내 사멸에 효과적이다. 호중구의 살균 효과는 미리 형성된 다양한 면역 입자를 가지고 있기 때문이다. 단핵구와 단핵구에서 성장한 대식세포는 혈액 순환을 떠나 조직을 통해 이동한다. 그 곳에 상주하며, 휴면 상태로 장벽을 형성한다.
수지상 세포는 조직 내에 존재하며 식균 작용에 의해 병원체를 섭취한다. 그들의 역할은 미생물을 죽이거나 제거하는 것이 아니라, 후천 면역 시스템에 항원을 제시하기 위해 항원을 분리하는 역할을 진행한다.

## 같이 보기
- 세포 외 유출
- 세포벽
- 호중구
- 대식세포
- 단핵구
- 수지상세포